# Chèo thuyền tại Đại hội Thể thao Đông Nam Á 2015
Chèo thuyền tại Đại hội Thể thao Đông Nam Á năm 2015 được tổ chức từ ngày 11 đến 14 tháng 6 tại khu vực Marina Channel, Singapore. Các nội dung thi đấu diễn ra ở cả hai nhóm cự ly gồm 500 mét và 1.000 mét, bao gồm thuyền đơn nam và nữ, thuyền đôi, thuyền đôi hạng nhẹ, thuyền bốn hạng nhẹ, thuyền đôi không có người cầm lái và thuyền tám người có người cầm lái.
Đoàn thể thao Indonesia và Việt Nam thể hiện sức mạnh vượt trội khi đều giành tổng cộng 8 huy chương vàng.

## Quốc gia tham dự
Tổng cộng có 173 vận động viên đến từ bảy quốc gia tham gia tranh tài ở môn chèo thuyền tại Đại hội Thể thao Đông Nam Á 2015:
- Indonesia (32)
- Malaysia (12)
- Myanmar (40)
- Philippines (7)
- Singapore (24)
- Thái Lan (37)
- Việt Nam (21)

## Lịch trình thi đấu
Dưới đây là lịch trình thi đấu của môn chèo thuyền:
| H | Vòng loại | R | Vòng vé vớt | F | Chung kết |

| Nội dung↓/Ngày→                 | 11/6 | 12/6 | 13/6 | 14/6 |
| ------------------------------- | ---- | ---- | ---- | ---- |
| Thuyền đơn nam 500 m            | F    |      |      |      |
| Thuyền đơn nam 1,000 m          |      | H    | R    | F    |
| Thuyền đơn nam hạng nhẹ 500 m   | F    |      |      |      |
| Thuyền đơn nam hạng nhẹ 1,000 m |      | H    | R    | F    |
| Thuyền đôi nam hạng nhẹ 500 m   | F    |      |      |      |
| Thuyền đôi nam hạng nhẹ 1,000 m |      | H    | R    | F    |
| Thuyền bốn nam hạng nhẹ 500 m   | F    |      |      |      |
| Thuyền bốn nam hạng nhẹ 1,000 m |      | H    | R    | F    |
| Thuyền đôi nam 500 m            | F    |      |      |      |
| Thuyền đôi nam 1,000 m          |      | H    | R    | F    |
| Thuyền tám nam 1,000 m          |      | H    | R    | F    |
| Thuyền đơn nữ hạng nhẹ 500 m    | F    |      |      |      |
| Thuyền đơn nữ hạng nhẹ 1,000 m  |      | H    | R    | F    |
| Thuyền đôi nữ hạng nhẹ 500 m    | F    |      |      |      |
| Thuyền đôi nữ hạng nhẹ 1,000 m  |      | H    | R    | F    |
| Thuyền bốn nữ hạng nhẹ 1,000 m  |      | H    | R    | F    |
| Thuyền đôi nữ 500 m             | F    |      |      |      |
| Thuyền đôi nữ 1,000 m           |      | H    | R    | F    |

## Tóm tắt kết quả

### Nam
| Nội dung                   | Vàng | Bạc | Đồng |
| -------------------------- | --- | --- | --- |
| Thuyền đơn 500 m           | Memo · Indonesia | Min Aung Ko · Myanmar | Prem Nampratueng · Thái Lan |
| Thuyền đơn 1000 m          | Memo · Indonesia | Nestor Cordova · Philippines | Min Aung Ko · Myanmar |
| Thuyền đơn hạng nhẹ 500 m  | Nguyễn Văn Linh · Việt Nam | Ardi Isadi · Indonesia | Jaruwat Saensuk · Thái Lan |
| Thuyền đơn hạng nhẹ 1000 m | Nguyễn Văn Linh · Việt Nam | Jaruwat Saensuk · Thái Lan | Ardi Isadi · Indonesia |
| Thuyền đôi hạng nhẹ 500 m  | Thái Lan · Porntawat Inlee · Ruthtanapol Theppibal                                                                                               | Việt Nam · Nguyễn Văn Đức · Nguyễn Văn Tuấn | Indonesia · Arief · Ihram |
| Thuyền đôi hạng nhẹ 1000 m | Indonesia · Arief · Ihram | Việt Nam · Nguyễn Văn Đức · Nguyễn Văn Tuấn | Philippines · Benjamin Tolentino, Jr. · Edgar Ilas                                                                                      |
| Thuyền bốn hạng nhẹ 500 m  | Indonesia · Denri Maulidzar Al Ghiffari · Muhad Yakin · Rendi Syuhada Anugrah · Mochamad Ali Darta Lakiki                                        | Việt Nam · Trần Đăng Dung · Pham Minh Chính · Tràn Quang Tùng · Trần Ngọc Đức | Myanmar · Soe Thet Naing · Thu Zaw Myo · Soe Wai Yen Htet · Myo Nyein Zaw                                                               |
| Thuyền bốn hạng nhẹ 1000 m | Indonesia · Denri Maulidzar Al Ghiffari · Muhad Yakin · Rendi Syuhada Anugrah · Mochamad Ali Darta Lakiki                                        | Singapore · Syahir Ezekiel Rafa'ee · Pek Hong Kiat · Lee Zong Han · Nadzrie Hyckell Hamzah                                                                                                  | Việt Nam · Trần Đăng Dung · Pham Minh Chính · Tràn Quang Tùng · Trần Ngọc Đức                                                           |
| Thuyền đôi 500 m           | Việt Nam · Nguyễn Đình Huy · Đàm Văn Hiếu | Indonesia · Budi Santoso · Tanzil Hadid | Myanmar · Sam Myint · Hlam Saw Wai |
| Thuyền đôi 1000 m          | Indonesia · Budi Santoso · Tanzil Hadid | Việt Nam · Nguyễn Đình Huy · Đàm Văn Hiếu | Malaysia · Mazlie Daham · Mohd Zulfadli Rozali                                                                                          |
| Thuyền tám 1000 m          | Indonesia · Mahendra Yanto · Muhammad Rais Mahu · Agus Budy Aji · Wiko · Adi Ardiansyah · Arfin · Edwin Ginanjar Rudiana · Ferdiansyah · Jarudin | Thái Lan · Nuttapong Sampromcharee · Pichakorn Puangpet · Poonlap Maigerd · Sitthakarn Painsawan · Chaichana Thakum · Somporn Mueangkhot · Sakon Somwat · Nawamin Deenoi · Weerawat Srichai | Myanmar · Soe Htay Hlaing · Oo Aung Naing · Aung Zaw · Say Saw Htoo · Thu Ye Kyaw · Thu Aung Myat · Naing Kyi · Min Kyaw · Oo Tin Maung |

### Nữ
| Nội dung                   | Vàng                                                                   | Bạc                                                               | Đồng                                                                                          |
| -------------------------- | ---------------------------------------------------------------------- | ----------------------------------------------------------------- | --------------------------------------------------------------------------------------------- |
| Thuyền đơn hạng nhẹ 500 m  | Maryam Makdalena Daimoi · Indonesia                                    | Phuttaraksa Neegree · Thái Lan                                    | Saiyidah Aisyah · Singapore                                                                   |
| Thuyền đơn hạng nhẹ 1000 m | Phuttaraksa Neegree · Thái Lan                                         | Maryam Makdalena Daimoi · Indonesia                               | Saiyidah Aisyah · Singapore                                                                   |
| Thuyền đôi hạng nhẹ 500 m  | Việt Nam · Tạ Thanh Huyền · Phạm Thị Thảo                              | Myanmar · Win Nilar · Latt Shwe Zin                               | Indonesia · Yuniarty · Wahyuni                                                                |
| Thuyền đôi hạng nhẹ 1000 m | Việt Nam · Tạ Thanh Huyền · Phạm Thị Thảo                              | Thái Lan · Tippaporn Pitukpaothai · Rojjana Raklao                | Indonesia · Natalia Latupeirissa · Susanti                                                    |
| Thuyền bốn hạng nhẹ 1000 m | Việt Nam · Cao Thị Hảo · Phạm Thị Huệ · Trần Thị An · Nguyễn Thị Trinh | Indonesia · Chelsea Corputty · Wahyuni · Yayah Rokayah · Yuniarty | Thái Lan · Kritiyya Harirak · Patchareeya Jardsakul · Sawittree Laksoongnoen · Matinee Raruen |
| Thuyền đôi 500 m           | Việt Nam · Lê Thị An · Phạm Thị Huệ                                    | Indonesia · Syiva Lisdiana · Wa Ode Fitri Rahmanjani              | Myanmar · Thuzar Aye · Win Yi Yi                                                              |
| Thuyền đôi 1000 m          | Việt Nam · Lê Thị An · Phạm Thị Huệ                                    | Indonesia · Syiva Lisdiana · Wa Ode Fitri Rahmanjani              | Singapore · Chan Lai Cheng · Joan Poh Xue Hua                                                 |

## Bảng huy chương
| Hạng               | Đoàn               | Vàng | Bạc | Đồng | Tổng số |
| ------------------ | ------------------ | ---- | --- | ---- | ------- |
| 1                  | Indonesia (INA)    | 8    | 6   | 4    | 18      |
| 2                  | Việt Nam (VIE)     | 8    | 4   | 1    | 13      |
| 3                  | Thái Lan (THA)     | 2    | 4   | 3    | 9       |
| 4                  | Myanmar (MYA)      | 0    | 2   | 5    | 7       |
| 5                  | Singapore (SIN)    | 0    | 1   | 3    | 4       |
| 6                  | Philippines (PHI)  | 0    | 1   | 1    | 2       |
| 7                  | Malaysia (MAS)     | 0    | 0   | 1    | 1       |
| Tổng số (7 đơn vị) | Tổng số (7 đơn vị) | 18   | 18  | 18   | 54      |